# The Flood
The Flood er en eksperimentalfilm fra 1992 instrueret af Torben Skjødt Jensen efter manuskript af Jens Arentzen.

## Handling
Ifølge videnskabelig teori og beregning er det helt sikkert, at der igen vil komme en istid, og jordens overflade vil blive dækket... Havene vil rejse sig og byer vil blive oversvømmet... Storbyer som Bombay, Calcutta og endda London... En videovision om en verden uden ord...